# Geely Vision
La Geely Vision est une berline tricorps sortie en 2007 et motorisée par un 4 cylindres essence. Elle est notamment vendue en Russie. En 2011, la Vision passe dans la gamme de la marque Gleagle à la suite de l'abandon temporaire du nom Geely.